# Equação do sexto grau

Gráfico de uma função de sexto grau.

Equações monovariáveis do sexto grau são equações que podem ser expressas na forma {\displaystyle ax^{6}+bx^{5}+cx^{4}+dx^{3}+ex^{2}+fx+g=0}, onde {\displaystyle x} é a incógnita, {\displaystyle a;b;c;d;e;f} e {\displaystyle g} são coeficientes e {\displaystyle a\neq 0,} pois no contrário a equação teria grau 5.
- Exemplo:

1. {\displaystyle x^{6}+4x^{5}-58x^{4}-148x^{3}+813x^{2}+144x-756=0,} cujas raízes são: {\displaystyle x_{1,2}=\pm 1,x_{3,4}=\pm 6,x_{5}=3} e {\displaystyle x_{6}=-7}
2. {\displaystyle x^{6}-3x^{4}+3x^{2}-1=0,} cujas raízes são: {\displaystyle x_{1,2,3}=1} e {\displaystyle x_{4,5,6}=-1}
3. {\displaystyle 28x^{6}+89x^{5}-408x^{4}-616x^{3}+790x^{2}+207x-90=0,} cujas raízes são: {\displaystyle x_{1}=3,x_{2}=1,x_{3}={\dfrac {1}{4}},x_{4}=-{\dfrac {3}{7}},x_{5}=-2} e {\displaystyle x_{6}=-5}

Toda equação do sexto grau possui exatamente 6 soluções(ou raízes), quer reais, quer complexas.
Pelo teorema de Abel-Ruffini, equações de grau superior a 5 não podem ser, em maioria, resolvidas por radicais, porém existem exceções.

## Equação Triquadrática
A equação triquadrática é um exemplo de equação de sexto grau solúvel por radicais, que é expressa na forma:
{\displaystyle ax^{6}+dx^{3}+g=0}
que pode ser resolvida utilizando a substituição {\displaystyle x={\sqrt[{3}]{y}}}, resultando na equação quadrática {\displaystyle ay^{2}+dy+g,} cujas raízes são expressas por {\displaystyle y={\dfrac {-d\pm {\sqrt {d^{2}-4ag}}}{2a}},} onde as raízes de {\displaystyle x} podem ser descobertas de duas maneiras:
Primeiro método: descobrem-se as duas raízes {\displaystyle y_{1}} e {\displaystyle y_{2}}, tira-se as raízes cúbicas simples e tem-se {\displaystyle x_{1}} e {\displaystyle x_{2},} divide-se o polinômio por {\displaystyle x-x_{1}} e {\displaystyle x-x_{2}}: {\displaystyle {\dfrac {ax^{6}+dx^{3}+g}{(x-x_{1})\cdot (x-x_{2})}}} e obtém-se uma equação quártica, da qual pode-se extrair as últimas 4 raízes.
Segundo método: Após descobrir {\displaystyle y_{1}} e {\displaystyle y_{2}}, retira-se as 3 raízes cúbicas de {\displaystyle y_{1}} e as 3 raízes cúbicas de {\displaystyle y_{2}}, logo tem-se as 6 raízes de {\displaystyle x}.
- Exemplo:

1. {\displaystyle x^{6}+4x^{3}+1=0,} primeiro se utiliza a fórmula {\displaystyle x={\sqrt[{3}]{y}},} logo se tem: {\displaystyle y^{2}+4y+1=0,} onde as raízes de {\displaystyle y} são dadas por: {\displaystyle y={\dfrac {-4\pm {\sqrt {(4)^{2}-4\cdot 1\cdot 1}}}{2\cdot 1}},} que simplificando chegamos em {\displaystyle y=-2\pm {\sqrt {3}}}, então {\displaystyle x^{6}+4x^{3}+1=0} possui as raízes {\displaystyle x_{1,2,3}={\sqrt[{3}]{-2+{\sqrt {3}}}}} e {\displaystyle x_{4,5,6}={\sqrt[{3}]{-2-{\sqrt {3}}}}}

## Equação Bicúbica
A equação bicúbica é uma equação de sexto grau no formato {\displaystyle ax^{6}+cx^{4}+ex^{2}+g=0} e pode-se usar a substituição de {\displaystyle x={\sqrt {y}},}
onde a equação se transforma em {\displaystyle ay^{3}+cy^{2}+ey+g=0,} que é uma cúbica resolvente, onde após achadas as raízes, pode-se tirar suas raízes quadradas tal que: {\displaystyle x_{1,2}=\pm {\sqrt {y_{1}}},x_{3,4}=\pm {\sqrt {y_{2}}}} e {\displaystyle x_{5,6}=\pm {\sqrt {y_{3}}}.}
- Exemplo: {\displaystyle x^{6}-14x^{4}+49x^{2}-36=0,} utiliza-se a substituição {\displaystyle x={\sqrt {y}},} que transforma a equação em {\displaystyle y^{3}-14y^{2}+49y-36=0,} pela variação de sinais percebe-se que {\displaystyle y} possui raízes positivas, pelo teorema das raízes racionais, há haver raízes inteiras, estas apenas poderão ser {\displaystyle \pm 1,\pm 2,\pm 4,\pm 9,\pm 18} e {\displaystyle \pm 36.} Com a substituição, tem-se que apenas {\displaystyle 1,4} e {\displaystyle 9} são soluções de {\displaystyle y.} Com isso temos que {\displaystyle x=\pm {\sqrt {y}},} logo a equação {\displaystyle x^{6}-14x^{4}+49x^{2}-36=0} possui as raízes {\displaystyle x_{1,2}=\pm 1,x_{3,4}=\pm 2} e {\displaystyle x_{5,6}=\pm 3.}